# Sistotrema confluens
Sistotrema confluens es una especie de hongo de la familia Hydnaceae.
Su nombre podría derivar de sistotrema = pegar, juntar un agujero o poro y confluens = confluente, cespitoso.

## Clasificación y descripción de la especie
Basidioma anual, lateralmente estipitado, flabeliforme a espatulado, infundibuliforme, carnoso cuando fresco, quebradizo al secar. Píleo de 7-18 x 12-30 x 2-15 mm, de color blanquecino a amarillento, glabro a finamente tomentoso, con finas grietas radiales, ligeramente zonado. Margen estéril, agudo, incurvado hacia adentro, de blanquecino a amarillo pálido, en algunas partes hasta de 2 mm de ancho. Himenóforo con poros de 1-4 por milímetro, de color amarillo pálido, angulares a irregulares con el borde dentado a lacerado. Tubos concoloros con el himenóforo, hasta de 3 mm de profundidad. Estípite cilíndrico, poco ensanchado hacia la base, de 6-10 x 2-4 mm, concoloro al píleo, finamente tomentoso, glabro, lateral. Contexto simple, hasta de 2 mm de grosor, blanquecino a crema, carnoso. Sistema hifal monomítico, hifas generativas de 2.4- 3.2 μm de diámetro, con fíbulas y sin fíbulas, ramificadas, hialinas a amarillentas, de pared delgada, inamiloides. Cistidios ausentes. Basidios de 18.2-24.8 x 5.6-7.2 μm, clavados a cilíndricos, de pared delgada, hexaspóricos, con esterigmas hasta de 2.4 μm de longitud, hialinos, inamiloides. Basidiolos de 13-15 x 4.8-6.4 μm, clavados, pared delgada, hialinos e inamiloides. Basidiosporas de 4.0-5.6 x 2.4-3.2 μm, cilíndricas, cortas a oblongas, lisas, de pared delgada, hialinas e inamiloides.

## Distribución de la especie
Esta especie se encuentra en México, en la Ciudad de México y los estados de Durango, Guerrero, Hidalgo, México, Michoacán, Morelos, Oaxaca, Tlaxcala y Veracruz. Fuera de México se ha colectado en Norteamérica y Europa.

## Estado de conservación
Se conoce muy poco de la biología y hábitos de los hongos, por eso la mayoría de ellos no se han evaluado para conocer su estatus de riesgo (Norma Oficial Mexicana 059).